# Festivalmars
De Festivalmars is een compositie van Johan Halvorsen. Halvorsen componeerde het als tussendoortje zodat hijzelf het kon uitvoeren op 17 mei 1898 op de Nationale Feestdag van Noorwegen. Uiteraard leidde Halvorsen zijn eigen orkest van het Theater in Bergen waarvan hij dirigent was.
Later gebruikte de componist de mars als aanvuller bij de muziek bij Tordenskjold.